# Р.Э.К.В.И.Э.М.
«Р.Э.К.В.И.Э.М.» (англ. The Outer Limits: O.B.I.T.) — телефильм, 7 серия 1 сезона телесериала «За гранью возможного» 1963—1965 годов. Режиссёр: Герд Освальд. В ролях — Питер Брек, Джоан Гилберт, Джефф Кори, Алан Бакстер, Гарри Таун.

## Вступление
В этой комнате, двадцать четыре часа в сутки, семь дней в неделю, персонал службы безопасности в Отделе Безопасности Исследовательского центра Хилла на Кипре наблюдают своих ученых через Р.Э.К.В.И.Э.М., таинственное электронное устройство, чьё существование тщательно охранялось от общественности. И так бы все и осталось тайным, но вы сейчас засвидетельствуете эти факты…

## Сюжет
Расследуя исчезновение администратора в правительственном исследовательском учреждении, сенатор Орвилл сталкивается со всеобщими паранойей, таинственностью и страхом. Он в конечном счете находит причину таких настроений: необычное устройство безопасности, которое используется, чтобы контролировать служащих учреждения. РадиоЭлектронный Комплекс Внешнего Индивидуального Экстренного Мониторинга, сокращенно Р.Э.К.В.И.Э.М. (англ. O.B.I.T.) настолько распространено, что никто не может избежать его надоедливого и всевидящего глаза, в любое время, в любом месте. После того, как пропавший администратор найден живым и рассказывает сенатору о Р.Э.К.В.И.Э.М., зловещее неземное происхождение устройства и цели его внедрения становятся очевидными.

## Заключительная фраза
Агентство Министерства юстиции наводнено машинами. Но эти машины, эти изобретения другой планеты, были ловко задуманы, чтобы безжалостно охотиться на наши человеческие слабости. В конечном счете, дорогие друзья, соответствует ли Р.Э.К.В.И.Э.М. своему имени или нет, будет зависеть только от вас.

## Факты
- Оригинальное название устройства — англ. Obit — переводится как «Дата смерти», «Годовщина смерти» или «Заупокойная месса» (реквием).
- Устройство, которое полностью контролировало людей, было показано также в новых сериях телесериала «За гранью возможного» (1995—2002), в серии «Поток сознания» (5 серия 3 сезона).